# Leena Yadav
Leena Yadav (n. 6 de enero de 1971) es una directora, productora, guionista y editora de cine indio. Comenzó su carrera en la industria de la televisión y gradualmente pasó la dirección y producción de largometrajes. Su primer largometraje internacional, Parched, se estrenó en el Festival Internacional de Cine de Toronto en 2015.

## Biografía
Hija de un general del ejército indio en Madhya Pradesh, se graduó con honores en economía de Lady Shri Ram College for Women, Delhi. Estudió periodismo en el Sophia College, Mumbai.
Está casada con Aseem Bajaj, un cinematógrafo y productor de cine indio conocido por sus imágenes poéticas en películas como Hazaaron Khwaishein Aisi, Shabd, Teen Patti, U Me Aur Hum y Chameli, entre otras. Conoció a Aseem mientras dirigía su primer programa de televisión This Week That Year.

## Filmografía
Sus inicios profesionales fueron en el periodismo y aprendió la edición, escritura y dirección de películas como autodidacta. Mientras trabajaba como editora de 'películas publicitarias', programas corporativos y series de televisión, recibió una oferta para dirigir el programa de televisión (TV) This Week That Year para Star Movies. Con éxito, hizo flotar su propia casa de producción con Nikhil Kapoor para producir y dirigir espectáculos para la serie Star Bestsellers.
Como directora de un programa de televisión, dirigió tanto ficción como no ficción durante casi 12 años; Algunos de los programas de televisión que dirigió fueron episodios de Star Bestsellers como Say Na Something to Anupam Uncle, Sanjeevani y mucho más.
Como directora de cine convencional, Shabd fue su debut como directora con una historia poco convencional lanzada en 2005. Teen Patti fue su segunda película después de una ausencia de cinco años. Parched es la última película dirigida por su protagonizada por Tannishtha Chatterjee, Radhika Apte, Surveen Chawla y Adil Hussain en papeles principales.

### Como directora

#### Para películas
- Shabd
- Teen Patti
- Parched[9]
- Rajma Chawal

#### Para programas de TV
- This Week That Year – for Star Movies.
- Say Na Something to Anupam Uncle.
- Sanjeevani.
- Goonj – for Sony TV.
- Kahin Na Kahi Koi Ha – a match-making show with Madhuri Dixit.
- Temptation Island.
- Dead End.
- Khauf[2][3][6]

### Como escritora
- Parched - Written by
- Teen Patti – story, screenplay, and dialogues.
- Shabd – story and screenplay.
- Dead End – story and screenplay.

### Como editora
- Thank You for Now
- Shabd
- Dead End

### Como productora
- Dead End
- Parched
- Chhapaak

### Música
- Dead End – as Composer.[4]